# Samuel Hirsch Adler
Samuel Hirsch Adler (geboren 1739 in Braunsbach; gestorben am 16. Dezember 1811 in Wertheim, Großherzogtum Baden) war ein Rabbiner in Wertheim.
Samuel Hirsch Adler war ein Sohn des rabbinischen Gelehrten Juda Adler. 1771 wurde er zum Gemeinde- und Landesrabbiner der Grafschaft Wertheim gewählt. Wegen der Opposition der Landjuden gegen seine Wahl bestätigte der Fürst aber erst am 13. Juni 1775. Er war Distriktrabbiner für 1040 Juden. In seinen beiden letzten Lebensjahren war Adler auch Standesbeamter nach badischem Gesetz.
Er war verheiratet mit Kanendla, die nach seinem Tode die Bezeugung von Geburts- und Sterbefällen vornahm. 
Adler ist auf dem Jüdischen Friedhof Wertheim beigesetzt (Stein Nr. 233).